# لی جی اون (بازیکن فوتبال)
لی جی یون (انگلیسی: Lee Ji-eun؛ زادهٔ ۱۶ دسامبر ۱۹۷۹) بازیکن فوتبال است.
وی همچنین در تیم ملی فوتبال زنان کره جنوبی بازی کرده‌است.